# Шкотски рат (1639—1651)
У току енглеског грађанског рата и непосредно пре њега, у Шкотској су вођена три рата: Бискупски ратови (1639—1640), Монтрозова побуна (1644—1645) и Трећи енглески грађански рат (1650–51). Завршени су победом енглеског Парламента и окупацијом краљевине Шкотске.

## Позадина

### Шкотска до 17. века
Краљевина Шкотска била је од краја 11. века вазална држава енглеске круне, која се ослободила енглеске власти у шкотским ратовима за независност (1296–1357). Династија Стјуарта, која је дошла на власт 1371, потражила је ослонац у савезу са Француском, која је у то време водила Стогодишњи рат против Енглеза. Повремени сукоби Енглеске и Шкотске наставили су се и даље: Енглези су 1388. опустошили јужну Шкотску, и потукли Шкоте у биткама код Флодена (1513) (енгл. Flodden) и Солвеј Моса (1542) (енгл. Solway Moss)..

### Реформација и унија са Енглеском
У борби против краљевског апсолутизма, шкотска властела и великаши примили су протестантизам-јерес која је нашла велики број присталица у народу-као реакцију на неспособност, самовољу и расипништво владара и црквених феудалаца (бискупа). Католичке велике силе, желећи да од Шкотске створе своје упориште за борбу против Енглеске династије Тјудора, потпиривале су ту борбу. За време регентства француске принцезе Марије Лоренске (енгл. Mary of Lorraine), мајке малолетне краљице Марије Стјуарт (енгл. Mary Stuart) (1542-67), Шкотска је пала под пуну зависност од Француске. За то време, протестантска лига, под вођством проповедника Џона Нокса (енгл. John Knox), уз јаку подршку племства (енгл. Lords of the Congregation), прерасла је у јаку политичку борбену организацију која се борила за ослобођење Шкотске од сваког страног утицаја и ограничење власти круне. Шкотски парламент, основан 1560. обухватио је све друштвене слојеве (протестантско свештенство, сеоске племиће, представнике градова и сељака), прогласио протестантизам за државну веру, а поседи католичке цркве били су конфисковани. Марија Стјуарт, која је покушала да у Шкотској поврати католицизам, свргнута је 1567. и протерана у Енглеску (где је касније погубљена).
После смрти енглеске краљице Елизабете I (1558-1603), шкотски краљ Џејмс VI постао је краљ Енглеске као Џејмс I (1603-25), па су две државе обједињене у персоналну унију.

## Бискупски ратови (1639–41)
Апсолутизам је ограничио права шкотског парламента, а предузет је и низ мера да се у Шкотској уведе англиканска црква по узору на Енглеску. Због свега тога дошло је 1639. до отворене побуне Шкота против краља Чарлса I (1625-49) -такозвани Први бискупски рат- који је 18. јуна био принуђен да склопи тзв. Беричке пацификације, а касније, после упада побуњених Шкота у Енглеску, био је приморан 10. августа 1641. да с њима склопи Рипонски уговор. Од тада Шкотска постаје поприште енглеских грађанских ратова (1642-51).

## Монтрозова побуна (1644–45)
Влада Шкотске склопила је савез са енглеским Парламентом и ушла у грађански рат у Енглеској почетком 1644, а шкотска војска имала је драматичан утицај на борбе за север Енглеске. Као одговор, након тешког пораза ројалиста код Марстона Мура (Јоркшир, јул 1644), краљ је именовао маркиза Монтроза својим војним командантом у Шкотској. 28. августа 1644. Монтроз је подигао краљевски стег и са нешто више од 2.000 војника борио се у кампањи у којој је успео да оствари низ драматичних успеха у планинским областима северног Побрђа (енгл. Highlands) против снага шкотског Парламента. 
Монтроз је започео кампању са циљем да заплаши шкотски Парламент толико, да мора да повуче Леслијеву шкотску војску из Енглеске и на тај начин преокрене однос снага у Енглеској у краљевску корист. У Шкотској би он, чак, временом могао да сруши владу и постави режим погодан краљу. Монтрозов први циљ био је успостављање сигурне територијалне базе на којој би могао одржати дугу кампању.
Са бројно слабијом војском, Монтроз је вешто искористио планински терен како би изманеврисао војску Парламентараца. Након победа код Типермуира (1. септембра), Абердина (15. септембра 1644), Инверлохија (2. фебруара 1645), Аулдерна (9. маја) и Алфорда (2. јула), Монтроз је у лето 1645. покушао да се пробије у Шкотску низију. То су биле последње победе ројалиста, који су у Енглеској управо одлучујуће поражени у биткама код Нејзбија и Лангпорт-а (Сомерсет). Краљева стратегија сада је прешла на уједињавање шкотских и енглеских ројалиста у коначном очајничком покушају да се спаси рат.
У бици код Килсита (15. августа 1645) ројалисти су уништили последњу војску Парламента у Шкотској, што је био врхунац ројалистичке кампање у Шкотској. Да је после победе код Килсита Монтроз успео да прикупи довољно регрута из Низије, могао је да освоји Шкотску за краља. Међутим, Монтроз није успео да искористи ову прилику и почетком септембра његова војска је почела да се распада. Пораз код Килсита присилио је Парламентарце да повуку прекаљене одреде шкотске војске из Енглеске кући, да се супротстави Монтрозу. То само по себи био је успех за ројалисте, али било је прекасно да се спаси краљева ствар у Енглеској, јер Чарлсова последња енглеска војска већ је била уништена код Лангпорта (јула 1645).

13. септембра 1645, код Филипхоха, прекаљене трупе Парламентараца под Давидом Леслијем победиле су у одлучујућој акцији Грађанског рата у Шкотској. Монтрозова војска је ефективно уништена и што је најважније, разбијен је мит о његовој непобедивости. Никада више није сакупио довољно трупа да би се могао суочити са Парламентарцима у отвореној борби.

## Трећи енглески грађански рат (1650–51)

### Кромвелов поход на Шкотску
Након краљевог пораза у Другом енглеском грађанском рату (1648–49), у коме се шкотска војска борила на страни енглеског Парламента, погубљење краља Чарлса I изазвало је велики шок и промену расположења у шкотском Парламенту. Шкотски парламентарци, који су дотле у грађанском рату већином подржавали енглески Парламент, одлучили су да признају његовог сина Чарлса II за краља Шкотске и Енглеске. У одговор, енглески Парламент прогласио је Шкоте који су признали краља за бунтовнике, и послао војску под Оливером Кромвелом да их казни. Средином маја 1650. шкотски генерал Давид Лесли, који се претходно истакао у бици код Марстон Мура (1648) на страни енглеског Парламента, прикупио је око 20.000 Шкота код Единбурга и Лита (енгл. Leith) у намери да ту сачека снаге енглеског Парламента које су им пошле у сусрет. Пошто је стигао са око 11.000 војника, Кромвел није напао јаке положаје Шкота, већ је око месец дана маневрисао око њих, покушавајући да их извуче на отворено поље. Да би дошао у бољу везу са својом флотом, ради снабдевања, Кромвел се крајем августа 1650. повукао у Данбар и 3. септембра поразио Шкоте у бици код Данбара.

### Шкотски поход на Енглеску
Преостале шкотске снаге су потом са краљем Чарлсом II на челу упале у Енглеску, надајући се новом устанку енглеских ројалиста. За њима се упутио Кромвел са око 30.000 људи. Сустигао их је и катастрофално поразио 3. септембра 1651. у бици код Вустера. Лесли је заробљен, а краљ је једва успео да побегне у Француску.

### Окупација Шкотске
Снаге енглеског Парламента под генералом Џорџом Монком покориле су затим Шкотску, а адмирал Роберт Блејк разбио је краљеву флоту у луци Картахени.